# Arbeitsintegration
Als Arbeitsintegration bezeichnet man die Integration von Menschen mit geistiger oder mehrfacher Behinderung bzw. Beeinträchtigung in die Arbeitswelt.
Arbeitsintegration ist eine Alternative zu einer Beschäftigung in einer so genannten Werkstätten für Menschen mit Behinderung („WfBM“, Deutschland). Der Mensch mit Behinderung/Beeinträchtigung entscheidet selbst, in welchem Berufsfeld er tätig sein will und welche Arbeit für ihn überhaupt vorstellbar oder geeignet erscheint.
In einem Urteil des Bundessozialgerichts vom November 2011 wurde klargestellt, dass so genannte Leistungen zur „Teilhabe am Arbeitsleben“, die bislang ausschließlich in WfBM erbracht wurden, nicht allein deshalb vom Persönlichen Budget ausgespart werden könnten, weil einer Einrichtung die Anerkennung als Werkstatt fehlte. Der Beauftragte der Bundesregierung für die Belange behinderter Menschen Hubert Hüppe forderte anschließend in einer Stellungnahme, 

„die Kostenträger seien jetzt aufgerufen, der Klarstellung des Bundessozialgerichts zu folgen und Werkstattleistungen auch ohne Anbindung an Werkstätten für behinderte Menschen zu gewähren. Im Rahmen des Persönlichen Budgets müssten die Leistungen dem Menschen folgen und nicht umgekehrt.“

Um herauszufinden, was für den Betroffenen selbst der richtige Arbeitsplatz ist bzw. wo seine Stärken und Fähigkeiten liegen, sind Unterstützungskreise sehr geeignet. (Beispiel IfS Spagat in Vorarlberg, Österreich)
Arbeitsintegration ist nur mit Einwilligung der betroffenen Personen eine sinnvolle Möglichkeit bei der Erarbeitung einer Tages- oder Wochenstruktur.